# 호평도서관
호평도서관은 경기도 남양주시에 있는 시립 도서관이다.

## 연혁
- 2016.07.29 호평도서관 착공
- 2017.09. 호평도서관 준공
- 2017.09.20 호평도서관 개관

## 시설 현황

### 지하1층
- 주차장
- 보존서고
- 기계실

### 1층
- 유아실

### 2층
- 디지털정보실
- 어린이실
- 휴게실1,2

### 3층
- 문헌정보실
- 열람실
- 문화강연실1(동아리실)
- 휴게실3

### 4층
- 하늘쉼터
- 문화강연실2